# Alyssum iranicum
Alyssum iranicum là một loài thực vật có hoa trong họ Cải. Loài này được Hausskn. ex Baumg. mô tả khoa học đầu tiên năm 1911.